# Borsiczky Adalbert
Bélaborsici Borsiczky Adalbert (Nyitra, 1750 – Vác, 1834. december 10.) kanonok.

## Élete
Előbb podszkáli plébános, 1800-ban nyitrai székesegyházi kanonok; 1823. április 16-ától a váci káptalan nagypréposti méltóságát viselte és 1832. november 7-étől egyszersmind a váci egyházmegyét mint püspöki helyettes kormányozta.

## Művei
- Dictio qua excell. ac. ill. Josephum e com. Erdődy. dum ins. ord. s. Stephani magna cruce decoraretur, nomine cottus Nitriensis salutavit. Posonii, 1808.
- Dictio qua Josephum Kluch episcopum Nitriensem in asce episcopali Nitriensi cum solenni depulatione per comitatum Nitriensem exmissa salutavit. Tyrnaviae, 1808.